# Rino Ferrario
Rino Ferrario (Albiate, Provincia de Monza y Brianza, Italia, 7 de diciembre de 1926 - Turín, Provincia de Turín,  Italia, 19 de septiembre de 2012) fue un futbolista italiano. Se desempeñaba en la posición de centrocampista.

## Selección nacional
Fue internacional con la selección de fútbol de Italia en 10 ocasiones. Debutó el 18 de mayo de 1952, en un encuentro amistoso ante la selección de Inglaterra que finalizó con marcador de 1-1.

### Participaciones en Copas del Mundo
| Mundial                        | Sede  | Resultado    |
| ------------------------------ | ----- | ------------ |
| Copa Mundial de Fútbol de 1954 | Suiza | Primera fase |

## Clubes
| Club             | País   | Año         |
| ---------------- | ------ | ----------- |
| A. C. Arezzo     | Italia | 1947 - 1949 |
| A. S. Lucchese   | Italia | 1949 - 1950 |
| Juventus F. C.   | Italia | 1950 - 1955 |
| Inter de Milán   | Italia | 1955 - 1956 |
| Triestina Calcio | Italia | 1956 - 1957 |
| Juventus F. C.   | Italia | 1957 - 1959 |
| Torino F. C.     | Italia | 1959 - 1961 |

## Palmarés

### Campeonatos nacionales
| Título      | Club           | País   | Año     |
| ----------- | -------------- | ------ | ------- |
| Serie A     | Juventus F. C. | Italia | 1951-52 |
| Serie A     | Juventus F. C. | Italia | 1957-58 |
| Copa Italia | Juventus F. C. | Italia | 1958-59 |